# ZNF436
La proteína 436 del dedo de zinc es una proteína que en humanos está codificada por el gen ZNF436.